# Tyszowce (công xã)
Gmina Tyszowce là một Gmina thành thị-nông thôn (quận hành chính) ở Tomaszów Lubelski, Lublin Voivodeship, ở miền đông Ba Lan. Khu hành chính của nó là thị trấn Tyszowce, nằm khoảng 28 kilômét (17 mi) về phía đông bắc của Tomaszów Lubelski và 107 km (66 mi) về phía đông nam của thủ đô khu vực Lublin.
Gmina có diện tích 129,48 kilômét vuông (50,0 dặm vuông Anh), và tính đến năm 2006, tổng dân số của nó là 6.258 (trong đó dân số Tyszowce lên tới 2.242, và dân số của vùng nông thôn của Gmina là 4.016).

## Làng
Ngoài thị trấn Tyszowce, Gmina Tyszowce chứa các làng và các khu định cư của Czartowczyk, Czartowiec, Czartowiec-Kolonia, Czermno, Dębina, Gwoździak, Kaliwy, Kazimierówka, Klątwy, Kolonia, Kolonia Czartowczyk, Kolonia Mikulin, Lipowiec, Marysin, Mikulin, Nowinki, Perespa, Perespa-Kolonia, Pierwszaki, Podbór, Przewale, Rudka, Soból, Trzeciaki, Wakijów, Wojciechówka và Zamłynie.

## Gmina lân cận
Gmina Tyszowce giáp với Gmina của Komarów-Osada, Łaszczów, Miączyn, Mircze, Rachanie và Werbkowice.